# (2552) Remek
(2552) Remek es un asteroide perteneciente al cinturón de asteroides descubierto por Antonín Mrkos desde el Observatorio Klet, cerca de České Budějovice, República Checa, el 24 de septiembre de 1978.

## Designación y nombre
Remek recibió inicialmente la designación de 1978 SP.
Más adelante se nombró por el astronauta checoslovaco Vladimír Remek.

## Características orbitales
Remek orbita a una distancia media del Sol de 2,147 ua, pudiendo alejarse hasta 2,552 ua y acercarse hasta 1,742 ua. Tiene una excentricidad de 0,1886 y una inclinación orbital de 0,902°. Emplea 1149 días en completar una órbita alrededor del Sol.